# フゴニア科
フゴニア科（フゴニアか、Hugoniaceae）は双子葉植物の科。5属40種ほどからなり、アフリカ、マダガスカル、東南アジアからニューカレドニアまでの熱帯・亜熱帯に分布し、日本には自生しない。
つる草で、花序下部の枝がかぎ状になり他の物にひっかかる。花は両性花、5数性で萼と花弁がある。
クロンキスト体系では独立の科としアマ目に入れているが、APG植物分類体系ではアマ科（キントラノオ目）に含める。